# Ломан, Дмитрий Николаевич
Дмитрий Николаевич Ломан (12 (24) июля 1868 — сентябрь 1918) — русский офицер, журналист, писатель.

## Биография
Из дворян. Родился 12 (24) июля 1868 года.
Окончил 2-й Кадетский корпус (1888) и Павловское военное училище (1890), откуда выпущен был подпоручиком в 145-й пехотный Новочеркасский полк. Позднее был переведен в лейб-гвардии Павловский полк.
В мае 1900 года Д. Н. Ломан получает чин штабc-капитана, а в августе 1902 — капитана, совмещая службу с общественной работой. В 1903 году он стал казначеем Санкт-Петербургского общества грамотности, а через год его выбирают председателем правления и председателем Комитета народного чтения.
С 1905 г. служил в Сводно-гвардейском батальоне, 14 (27) апреля 1913 года был произведён в полковники, и уже З (16) июня того же года был назначен штаб-офицером для поручений при дворцовом коменданте, состоя при министре двора.

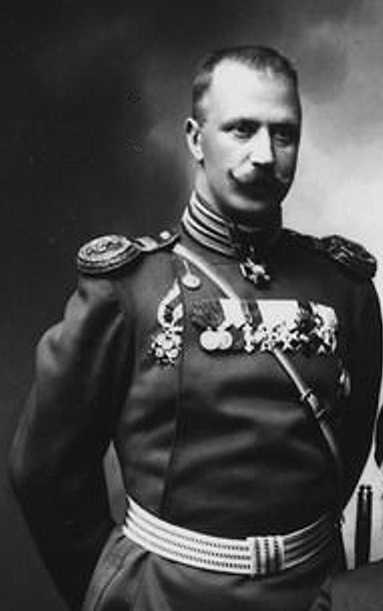
Ломан Дмитрий Николаевич. ~1907-1908гг (Санкт-Петербург или Царское Село).

С 1905 г. редактор газеты «Листок Царскосельского Комитета Красного Креста», а в 1906—1907 был редактором «Царскосельской газеты». В этот период Ломан вступил в Русское собрание.
С 1910 года ктитор (церковный староста) Федоровского Государева собора в Царском селе. Ломан был инициатором и активным участником строительства Фёдоровского городка.
Был любителем русской старины, собрал великолепную коллекцию предметов быта XVI-XVII веков. 
В квартире Ломана на Императорской ферме побывали многие известные люди искусства - художники И. Я. Билибин, В. М. и А. М. Васнецовы, М. В.Нестеров, а также известные музыканты. Поэт Сергей Есенин побывал на Императорской ферме у полковника Ломана минимум два раза - в 1915 и в 1916 году, и был представлен императрице.
Находился в дружеских отношениях с Григорием Распутиным, который часто бывал у него в доме.
Во время Первой мировой войны был начальником Царскосельского лазарета № 17, уполномоченным по Царскосельскому военно-санитарному поезду № 143 имени Императрицы Александры Федоровны и др.
После Февральской революции арестован, провел 2 месяца в заключении в Петропавловской крепости. В связи с тем, что никаких обвинений против него не было выдвинуто, в начале мая его освободили и отправили на фронт. 
В 1918 году, когда большевики потребовали от всех офицеров встать на учёт, он подчинился. Убит в первые дни после объявления «красного террора».
Жена Ольга Васильевна (1875 — 07.06.1922) пережила супруга ненадолго, скончавшись от сыпного тифа.  У Ломана осталось трое детей.

## Награды
- Орден Святого Станислава 2-й степени (1904)[1]
- Орден Святой Анны 2-й степени (1906)[1]
- Орден Святого Владимира 4-й степени (1909)[1]
- Высочайшая благодарность за особые труды по обстоятельствам, вызванным войною (1915)[4]
- Орден Святого Владимира 3-й степени (1916)[5]

## Сочинения
- Царь-миротворец Александр III, император Всероссийский. Санкт-Петербург : В. Березовский, 1895.
- Царь-освободитель, царь-мученик император Александр II. Санкт-Петербург : тип. Е. Евдокимова, 1898.
- Воцарение дома Романовых : Рассказ про подвиги нижегородского гражданина Кузьмы Минина-Сухорукова и Костромского крестьянина Ивана Сусанина. Санкт-Петербург : тип. Е. А. Евдокимова, 1898.
- Достопримечательности Санкт-Петербурга. Чтение для народа. СПб., 1898;
- Обозрение достопримечательностей и святынь города Санкт-Петербурга. СПб., 1898;
- Пятидесятилетний юбилей Аполлона Николаевича Макарова 14-го мая 1906 года. Царское село : Центр. царскосел. тип., 1906.
- Пояснительная записка капитана Д. Н. Ломана по оборудованию церкви Преподобного Серафима Саровского Чудотворца при собственном е. и. в. сводном пехотном полку в г. Царском Селе. Санкт-Петербург : Синод. тип., 1912.